# Sojovice
Sojovice (en allemand : Welisch) est une commune du district de Mladá Boleslav, dans la région de Bohême-Centrale, en République tchèque. Sa population s'élevait à 561 habitants en 2020.

## Géographie
Sojovice se trouve à 8 km au nord-est de Brandýs nad Labem-Stará Boleslav, à 23 km au sud-sud-ouest de Mladá Boleslav et à 29 km au nord-est de Prague.

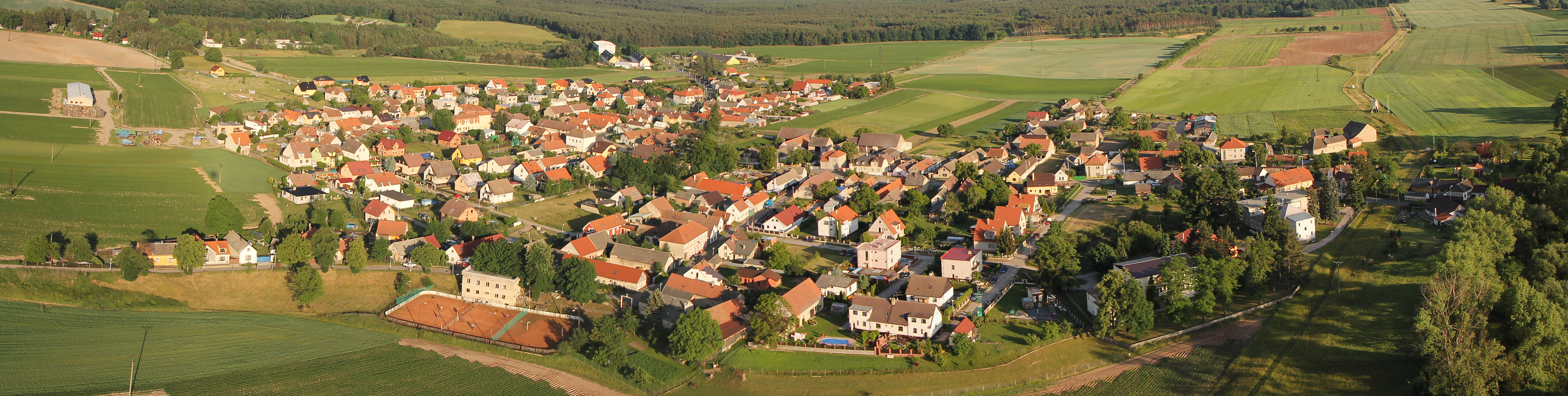
Sojovice : vue aérienne.

La commune est limitée par Tuřice et Předměřice nad Jizerou au nord, par Stará Lysá et Lysá nad Labem à l'est, par Káraný au sud, et par Skorkov à l'ouest.

## Histoire
La première mention écrite de la localité date de 1392.

## Transports
Par la route, Sojovice se trouve à 9 km de Brandýs nad Labem-Stará Boleslav, à 35 km de Mladá Boleslav et à 35 km du centre de Prague.